# Bog of Allen

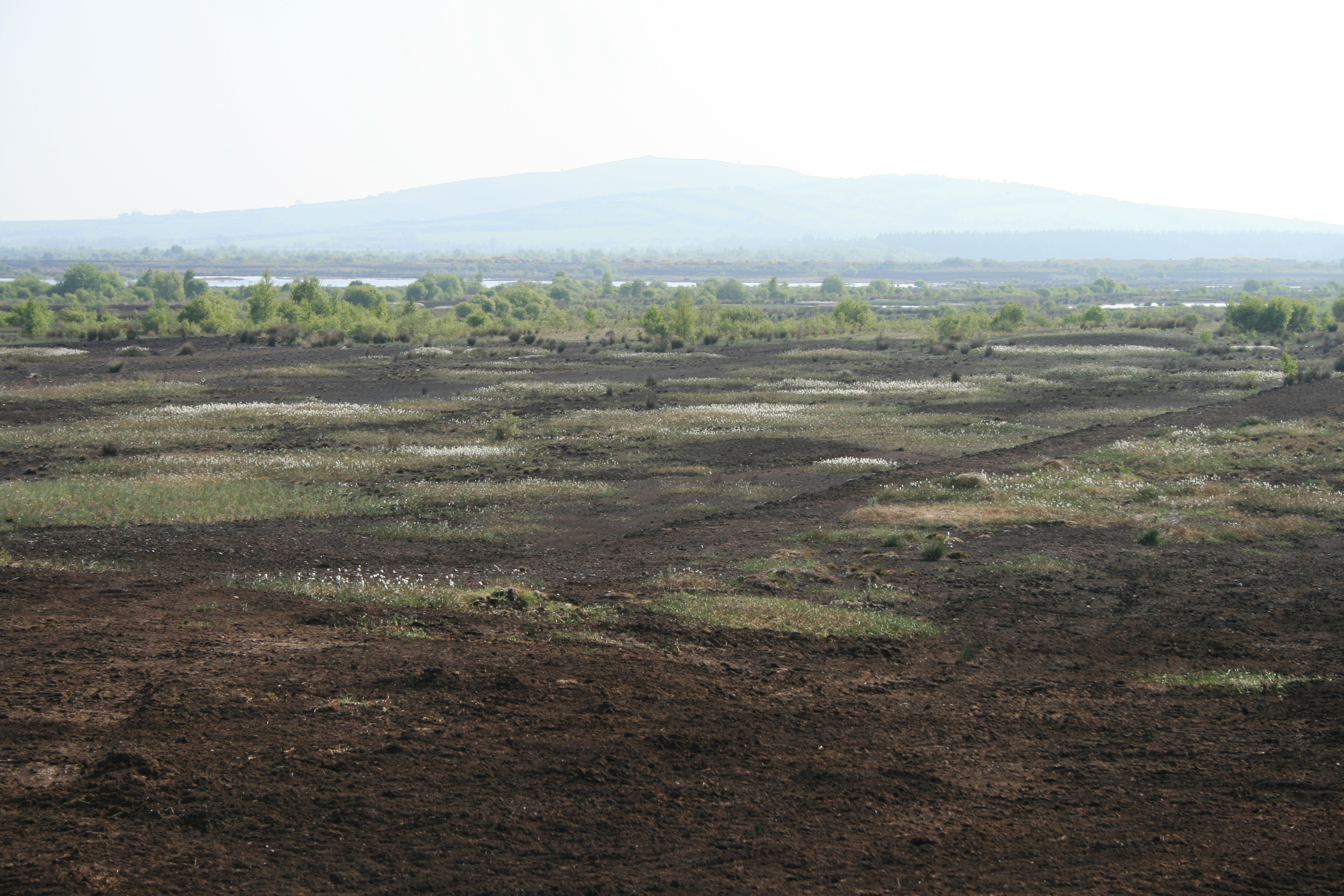
Bog of Allen - Colina Croghan, Offaly, en la distancia.

El Bog of Allen (Móin Alúine en irlandés) es una gran turbera (peat bog en inglés) en el centro de Irlanda, entre los ríos Liffey y Shannon. El Consejo de Conservación de la tierra de turberas de Irlanda describe este pantano como "un área importante de turba, que es tan parte de la herencia natural irlandesa como el Libro de Kells." La turbera, sin embargo, está actualmente en peligro después de siglos de explotación agrícola y el reciente cercamiento por el desarrollo.[cita requerida] Se hacen esfuerzos por salvar la turbera y conservar su frágil estado ecológico. Tiene una superficie de 958 kilómetros cuadrados y se extiende por los condados de Offaly, Meath, Kildare, Laois y Westmeath. La turba se extrae mecánicamente a gran escala en Bórd na Móna,[cita requerida] siendo la industria de propiedad gubernamental. La zona tiene miles de ferrocarriles industriales de vía estrecha para el transporte de turba a las plantas de procesado y las de energía alimentadas por turba. Además, el corte se usa como zona de pastoreo. La turbera está cruzada por el Grand Canal y el Canal Real (esta sección del Real ya no se usa).[cita requerida]